# Ауштров, Рубен Георгиевич
Рубен Георгиевич Ауштров (груз. რუბენ გიორგის ძე აუშტროვი; 1887, Кутаис, Российская империя — 23 декабря 1937, Париж) — грузинский политик, юрист, член Учредительного собрания Грузии.

## Биография
Родился в армянской семье 24 июня 1887 года[по какому календарю?] в Кутаиси (Кавказское наместничество).
Окончил Кутаисскую классическую гимназию. Учился на юридическом факультете Московского университета. Будучи студентом, стал членом Российской социал-демократической партии и активно участвовал в революционных событиях 1905 года в Москве.

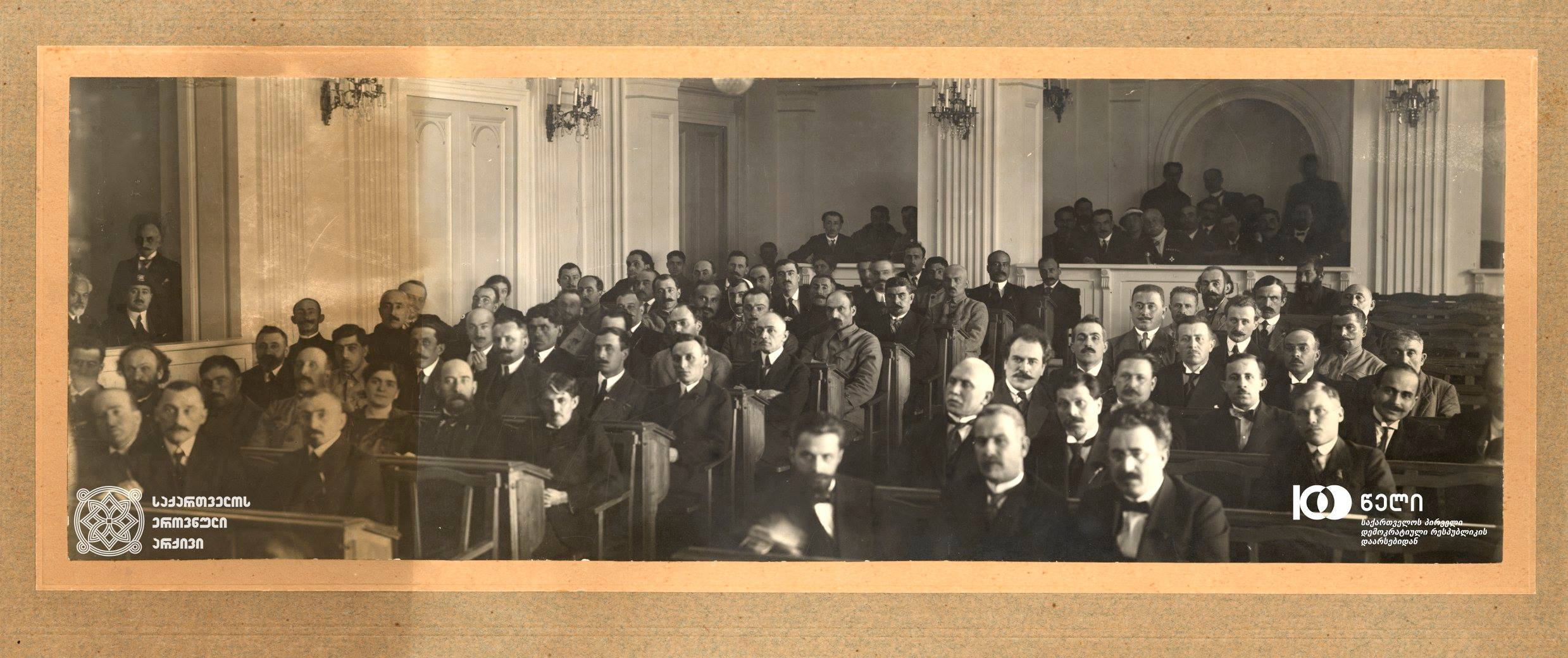
Учредительное собрание Грузии. Ауштров второй слева в третьем ряду, левая сторона

После окончания университета вернулся в Тифлис, работал на корпорацию Veikil, одновременно вёл пропагандистскую работу, был организатором нелегальных социал-демократических групп.
После Февральской революции 1917 года работал в Исполнительном комитете Совета рабочих и солдатских депутатов в Тифлисе, был избран членом Тбилисского комитета Социал-демократической рабочей партии Грузии.
В декабре 1917 года — один из организаторов Национальной гвардии Грузии, занял пост начальника штаба.
Избран членом Учредительного собрания Грузии 12 марта 1919 года по списку Социал-демократической рабочей партии Грузии; Был членом Военной комиссии.
В 1921 году после советизации Грузии покинул страну и жил в изгнании во Франции.
Много лет боролся с астмой, умер 23 декабря 1937 года в Париже после продолжительной болезни. Похоронен на Лёвильском кладбище.